# Gabriele Bauer (Politikerin)

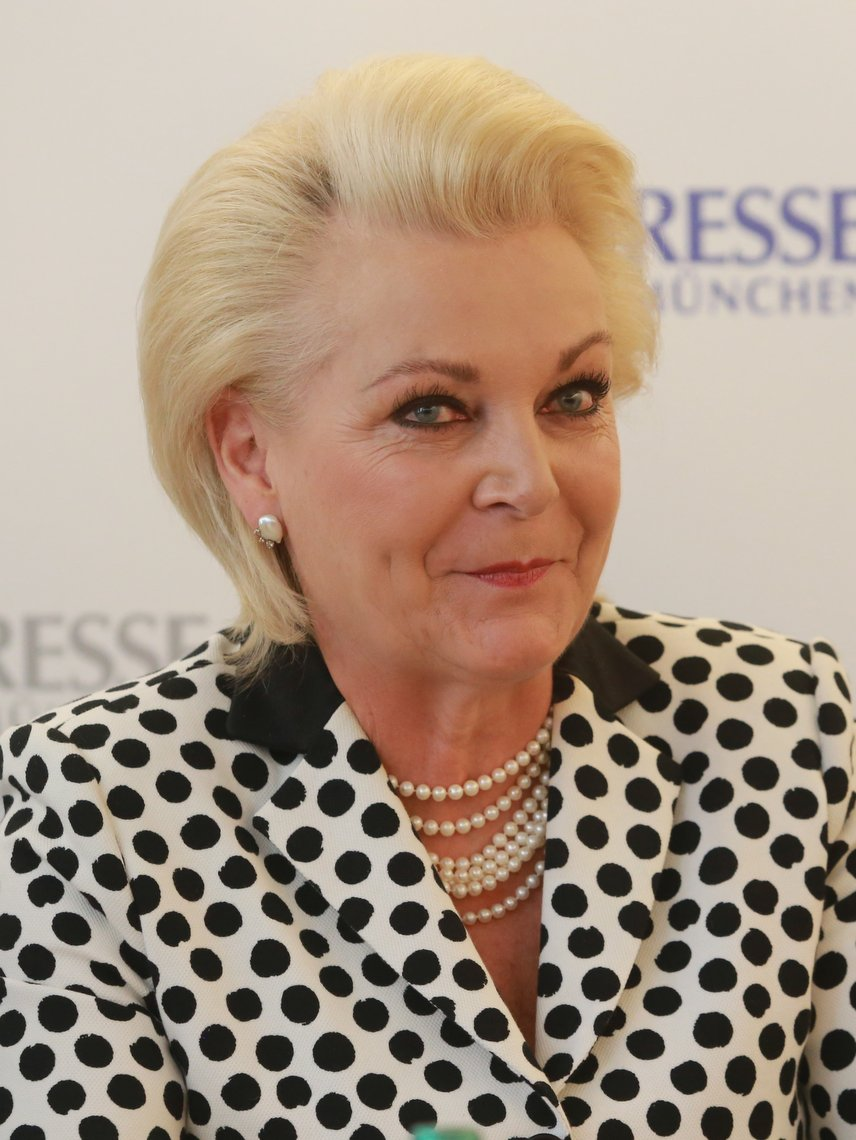
Gabriele Bauer (Mai 2017)

Gabriele Bauer (* 12. April 1952 in Schwerin) ist eine deutsche Politikerin (CSU). Sie war von 2002 bis 2020 Oberbürgermeisterin der Stadt Rosenheim.
Sie besuchte das Gymnasium und die Höhere Handelsschule und lebt seit 1972 in Rosenheim. Sie ist Mitglied der CSU und war von 1994 bis 2003 Mitglied des oberbayerischen Bezirkstags. Bis sie 2002 zur Oberbürgermeisterin gewählt wurde, war Gabriele Bauer Führungsmitglied einer internationalen Spedition. Aus Altersgründen trat sie bei den Kommunalwahlen 2020 nicht mehr als Oberbürgermeisterin an und schied am 1. Mai 2020 aus ihrem Amt aus.

## Ehrungen
- 2018: Bayerischer Verdienstorden[2]